# Harpactea minoccii
Harpactea minoccii là một loài nhện trong họ Dysderidae.
Loài này thuộc chi Harpactea. Harpactea minoccii được miêu tả năm 1982 bởi Ferrández.